# Fuertesimalva pentandra
Fuertesimalva pentandra är en malvaväxtart som först beskrevs av K. Scham., och fick sitt nu gällande namn av P.A. Fryxell. Fuertesimalva pentandra ingår i släktet Fuertesimalva och familjen malvaväxter. Inga underarter finns listade i Catalogue of Life.